# Tom Edlefsen
Tom Edlefsen (Oakland, 12 dicembre 1941) è un ex tennista statunitense.

## Carriera
In carriera ha vinto un titolo nel singolare, il Kansas City Open nel 1972, e un titolo di doppio, il Washington Indoor nel 1972, in coppia con il connazionale Cliff Richey. Nei tornei del Grande Slam ha ottenuto il suo miglior risultato raggiungendo il quarto turno nel singolare a Wimbledon nel 1968.

## Statistiche

### Singolare

#### Vittorie (1)
| Numero | Anno             | Torneo                        | Superficie | Avversario in finale | Punteggio |
| 1.     | 13 febbraio 1972 | Kansas City Open, Kansas City |            | Erik Van Dillen      | 6-3, 6-3  |

### Doppio

#### Vittorie (1)
| Numero | Anno          | Torneo                        | Superficie | Compagno     | Avversari in finale        | Punteggio |
| 1.     | 19 marzo 1972 | Washington Indoor, Washington | Sintetico  | Cliff Richey | Clark Graebner Thomaz Koch | 6-4, 6-3  |

#### Finali perse (2)
| Numero | Anno          | Torneo                                 | Superficie | Compagno       | Avversari in finale               | Punteggio |
| 1.     | 10 marzo 1974 | Barcelona WCT, Barcellona              | Sintetico  | Tom Leonard    | Arthur Ashe Roscoe Tanner         | 3-6, 4-6  |
| 2.     | 7 aprile 1974 | American Airlines Tennis Games, Tucson | Cemento    | Manuel Orantes | Charlie Pasarell Sherwood Stewart | 4-6, 4-6  |